# Golden (álbum de Lady Antebellum)
Golden é o quarto álbum de estúdio do trio norte-americano Lady Antebellum, lançado a 7 de Maio de 2013 através da Capitol Nashville. Conta com a participação dos artistas Miranda Lambert e Eric Church. A sua promoção foi antecedida pelo primeiro single, "Downtown", editado a 22 de Janeiro de 2013. O disco estreou na primeira posição da Billboard 200 dos Estados Unidos com 167 mil cópias vendidas.
MÚSICAS DO ÁLBUM "Golden":
1. Get to me (3:50)
2. Goodbye Town (4:49)
3. Nothin' like the first time (3:45)
4. Downtown (3:16)
5. Better off now (That you're gone) (3:04)
6. It ain't pretty (3:30)
7. Can't stand the rain (3:11)
8. Golden (3:28)
9. Long teenage goodbye (3:42)
10. All for love (3:17)
11. Better man (4:05)
12. Generation away (4:04)

## Desempenho nas tabelas musicais

### Posições
| Tabela musical (2013)                     | Melhor posição |
| ----------------------------------------- | -------------- |
| Austrália - ARIA Albums Chart             | 8              |
| Canadá - Canadian Albums                  | 2              |
| Estados Unidos - Billboard 200            | 1              |
| Estados Unidos - Billboard Country Albums | 1              |
| Irlanda - IRMA                            | 10             |
| Nova Zelândia - NZ Top 40 Albums          | 26             |
| Países Baixos - Mega Album Top 100        | 78             |
| Reino Unido - UK Albums Chart             | 7              |
| Reino Unido - UK Country Albums Chart     | 1              |
| Suíça - Schweizer Hitparade               | 36             |